# Violette pédatifide
Viola pedatifida
Espèce
Classification phylogénétique
La violette pédatifide (Viola pedatifida) est une espèce de plantes à fleurs de la famille des Violaceae. C'est une plante herbacée originaire d'Amérique du Nord.